# Herman Fabri
Herman Fabri (Borgerhout, 8 september 1943 - Aalst, 2 oktober 2011) was een Belgisch acteur en regisseur.

## Biografie
In 1965 studeerde hij af aan de Studio Herman Teirlinck, het afstudeerjaar van ook Sjarel Branckaerts, Reinhilde Decleir en Ronny Waterschoot.
Hij was verbonden aan het KNS Antwerpen en was er zo collega van onder meer Frank Aendenboom, Gella Allaert, Hector Camerlynck, Charles Cornette, Hubert Damen, Jan Decleir, Martha Dewachter, Leo Madder, Jet Naesens, Jenny Van Santvoort, Ray Verhaeghe, Bernard Verheyden, Gaston Vermeulen, Lode Verstraete en Denise Zimmerman.

## Theater
Tussen 1992 en 1994 speelde hij in enkele producties van het Raamtheater en deed er de regie van het stuk De Braderij op tekst van hemzelf in samenwerking met Jan Christiaens.

## Filmografie
Al lag zijn hoofdactiviteit in het theater, toch speelde hij ook bescheiden rollen in film en televisieseries: in de jeugdserie De Kat (opname 1972), de rol van koster in de film De Loteling (1974), optredens in 2 Straten verder, F.C. De Kampioenen (afl. "Een groen blaadje" en "De veiling") en Hallo België!
Hij nam de regie op zich van de verfilming van het stripverhaal  Het witte bloed (1992) en regisseerde de soapserie Familie in de beginperiode van de reeks, die uitgezonden werd door de Vlaamse zender VTM. Hij nam ook af en toe de regie op zich van opvoeringen van amateurgezelschappen.

## Privé
Herman Fabri woonde in Boechout. Hij was de broer van striptekenaar en illustrator Leo Fabri.